# Tadeusz Ślusarski
Tadeusz Slusarski (Polonia, 19 de mayo de 1950-17 de agosto de 1998) fue un atleta polaco, especializado en la prueba de salto con pértiga en la que llegó a ser campeón olímpico en 1976.

## Carrera deportiva
En los JJ. OO. de Montreal 1976 ganó la medalla de oro en el salto con pértiga, saltando por encima de los 5.50 metros, quedando en el podio por delante del finlandés Antti Kalliomäki y el estadounidense David Roberts, ambos también con 5.50 metros, pero necesitaron más intentos.
Cuatro años después, en los JJ. OO. de Moscú 1980 ganó la medalla de plata en la misma prueba, con un salto de 5.65 metros, quedando en el podio tras su compatriota Władysław Kozakiewicz que con 5.78 metros batió el récord del mundo, y empatado con el soviético Konstantin Volkov.